# Gustaf Adde
Gustaf Adde, född den 13 december 1875 i Väddö församling, död den 1 juni 1949 i Sofia församling, Stockholm, var en svensk biblioteksman. Han var morfar till Jonas Eek.
Adde avlade filosofie licentiatexamen 1908 och utnämndes till förste bibliotekarie vid Kungliga biblioteket 1916. Han publicerade flera bibliografiska verk, bland annat Beskrifning om muschofsche rijkets staat... af G. C. Cotossichin (1908), M. Luthers lilla katekes. Bidrag till en bibliografisk förtecking (1917), Äldre finskspråkiga skrifter i svenska bibliotek (1925). Adde är begravd på Skogskyrkogården i Stockholm.